# Hymenophyllum tenerum
Hymenophyllum tenerum är en hinnbräkenväxtart som beskrevs av V. d. Bosch. Hymenophyllum tenerum ingår i släktet Hymenophyllum och familjen Hymenophyllaceae. Inga underarter finns listade.